# Silvio Antonio
Silvio Antonio ou simplesmente Silvinho, (Araraquara, 25 de maio de 1974) é um ex-futebolista brasileiro que atuava como meia..